# Radar de La Panadella
El radar meteorològic de La Panadella fou instal·lat l'any 2003. Està situat a prop de la Creu del Vent (825m), municipi de Montmaneu (l'Anoia), en un edifici de 40 metres d'alçada. El radar, similar als de Vallirana i Puig d'Arques, és un model EXTOP-03 fabricat per MCV, S.A., però incorpora diverses millores tècniques respecte als dos primers radars de la XRAD, tant en el seu transmissor com en l'antena, millorant el funcionament global de l'equip.
El radar de La Panadella es va inaugurar el 29 d'octubre de 2003 per a cobrir el Prepirineu occidental i les terres de Ponent, essent de gran utilitat en el seguiment dels episodis de calamarsa que solen causar greus danys en aquestes comarques.